# MBCGame
MBC Game é uma rede paga de televisão da Coreia do Sul, que é bem conhecida por suas transmissões de E-sports. 
Ela é uma entre duas companhias de TV a cabo na Coréia, a outra sendo a Ongamenet, que se especializa na transmissão de informações e partidas relacionadas a Video games, incluindo os jogos StarCraft, Warcraft III, Counter-Strike, Winning Eleven, Age of Empires III e Dead or Alive, sendo StarCraft o jogo principal. É uma subsidiária da MBC Plus. 
O canal foi fechado em 31 de janeiro de 2012, foi substituído pela MBC Music (agora MBC M).

## Concorrentes
- Ongamenet